# Sector Vista Hermosa
Sector Vista Hermosa är en ort i Mexiko.   Den ligger i kommunen Soto la Marina och delstaten Tamaulipas, i den östra delen av landet, 500 km norr om huvudstaden Mexico City. Sector Vista Hermosa ligger 6 meter över havet och antalet invånare är 264.
Terrängen runt Sector Vista Hermosa är platt.  Sector Vista Hermosa är det största samhället i trakten. Trakten runt Sector Vista Hermosa består till största delen av jordbruksmark.